# Carrozzeria Fissore

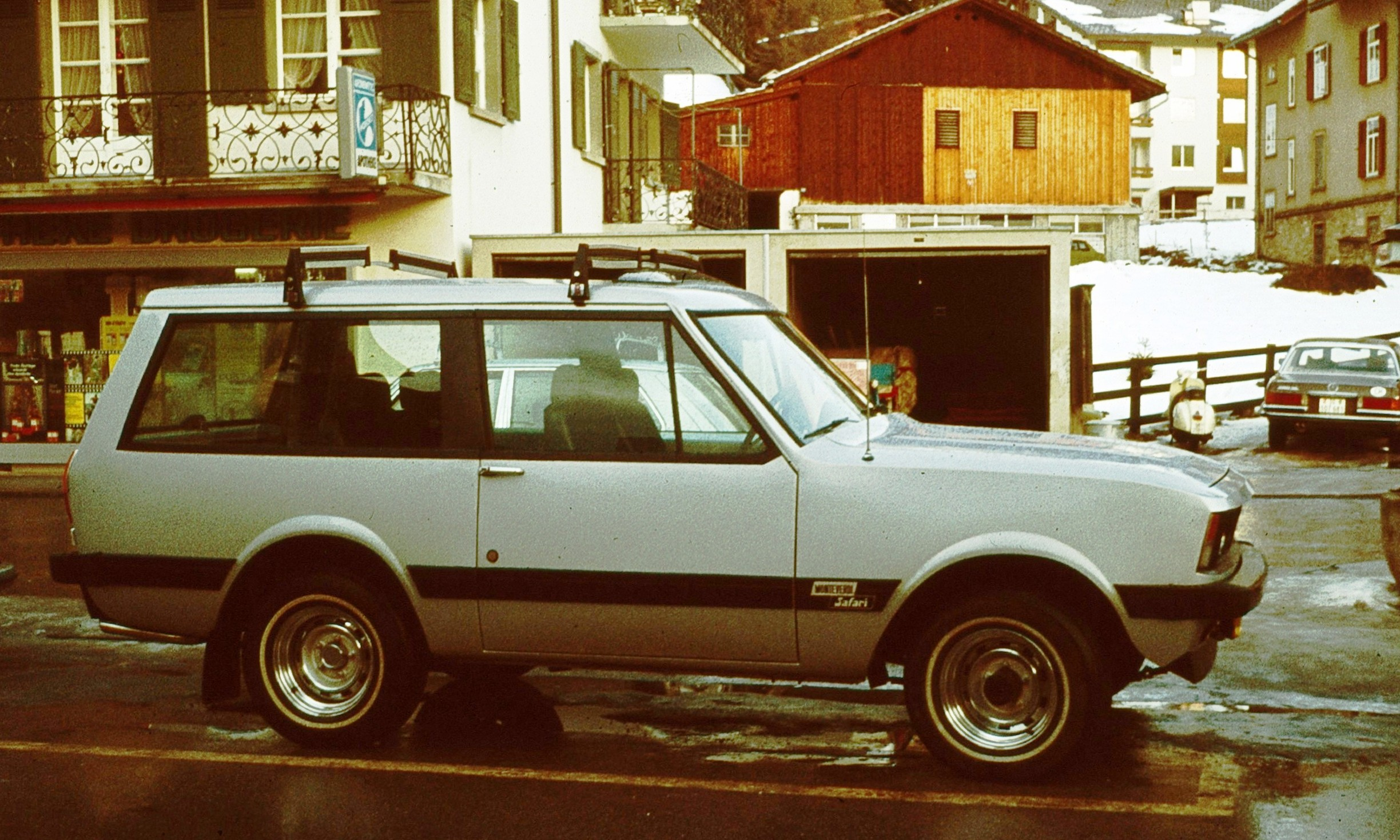
Monteverdi Safari, un todo terreno construido por Fissore basado en el IH Scout

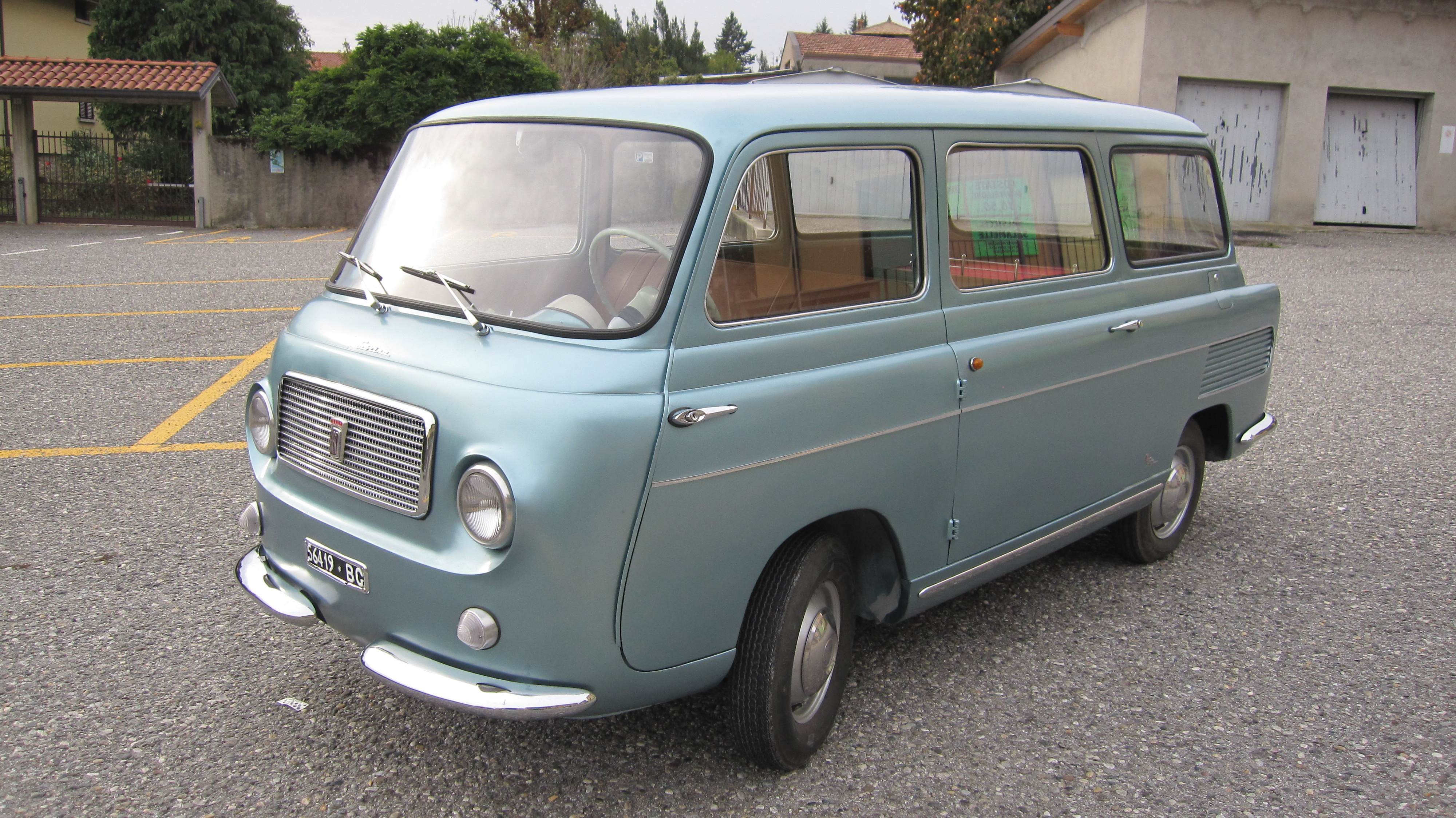
Fiat 600 Multipla Fissore model Sabrina de 1969

Carrozzeria Fissore fue una empresa italiana ubicada en Savigliano, cerca de Turín (Piamonte). El negocio de construcción de carrocerías fundado por los hermanos Fissore en 1919, cerró sus puertas definitivamente en 1976.

## Historia
La firma fue fundada en 1919 por los hermanos Antonio, Bernardo, Giovanni y Costanzo Fissore. Originalmente construían carros de caballos y solo más tarde se expandieron a la reparación de automóviles y camiones. En 1936 Bernardo tomó las riendas del negocio y comenzó a construir carrocerías especiales para automóviles, vehículos fúnebres, de reparto de correo y autobuses pequeños. Durante la Segunda Guerra Mundial la firma se dedicó a construir vehículos militares.
Después de la guerra, los vehículos privados volvieron a ser el centro de atención. En 1947 se lanzó un familiar basado en el Fiat 1100, denominado "Giardinetta". En 1953 Fissore presentó el Fiat 1100, un prototipo de cupé diseñado por Mario Revelli. Se lanzaron más automóviles basados en modelos de Fiat, lo que hizo crecer la empresa hasta el punto de que alrededor de 200 personas estaban empleadas a mediados de los años 1960. En aquel momento, Fissore comenzó a diseñar carrocerías para otras empresas y a construir series pequeñas o coches personalizados. DKW, TVR y De Tomaso estuvieron entre sus primeros clientes. Es posible que no alcanzaran la fama de Pininfarina o de Bertone, pero tenían presencia internacional y una buena reputación.
En 1969 Fissore consiguió un contrato para diseñar y producir la carrocería de la mayoría de los coches de Monteverdi, de la serie High Speed. Esto proporcionó un flujo constante de trabajo, aunque los pedidos esperados de 100 automóviles por año no se materializaron hasta la introducción en 1976 del todoterreno Safari. Los volúmenes alcanzados durante este año obligaron a Fissore a abandonar sus métodos artesanales en favor de un modo de producción más industrial. Monteverdi brindó ayuda económica para adquirir las prensas necesarias, y a cambio recibió una participación en la empresa y terminó asumiendo la plena propiedad a finales de la década de 1970. Cuando Monteverdi cerró sus puertas en 1984, Fissore también cerró y fue liquidada poco después.

## Rayton Fissore
En 1976 se fundó Rayton Fissore por iniciativa de una de las hijas de Bernardo Fissore, Fernanda, y su esposo, Giulio Malvino, que eligieron crear su propia firma en lugar de colaborar con su padre. La empresa sería conocida por el Magnum, un todoterreno basado en un chasis Iveco presentado en 1985 y que se vendió como Laforza en los Estados Unidos.

### Productos Fiat

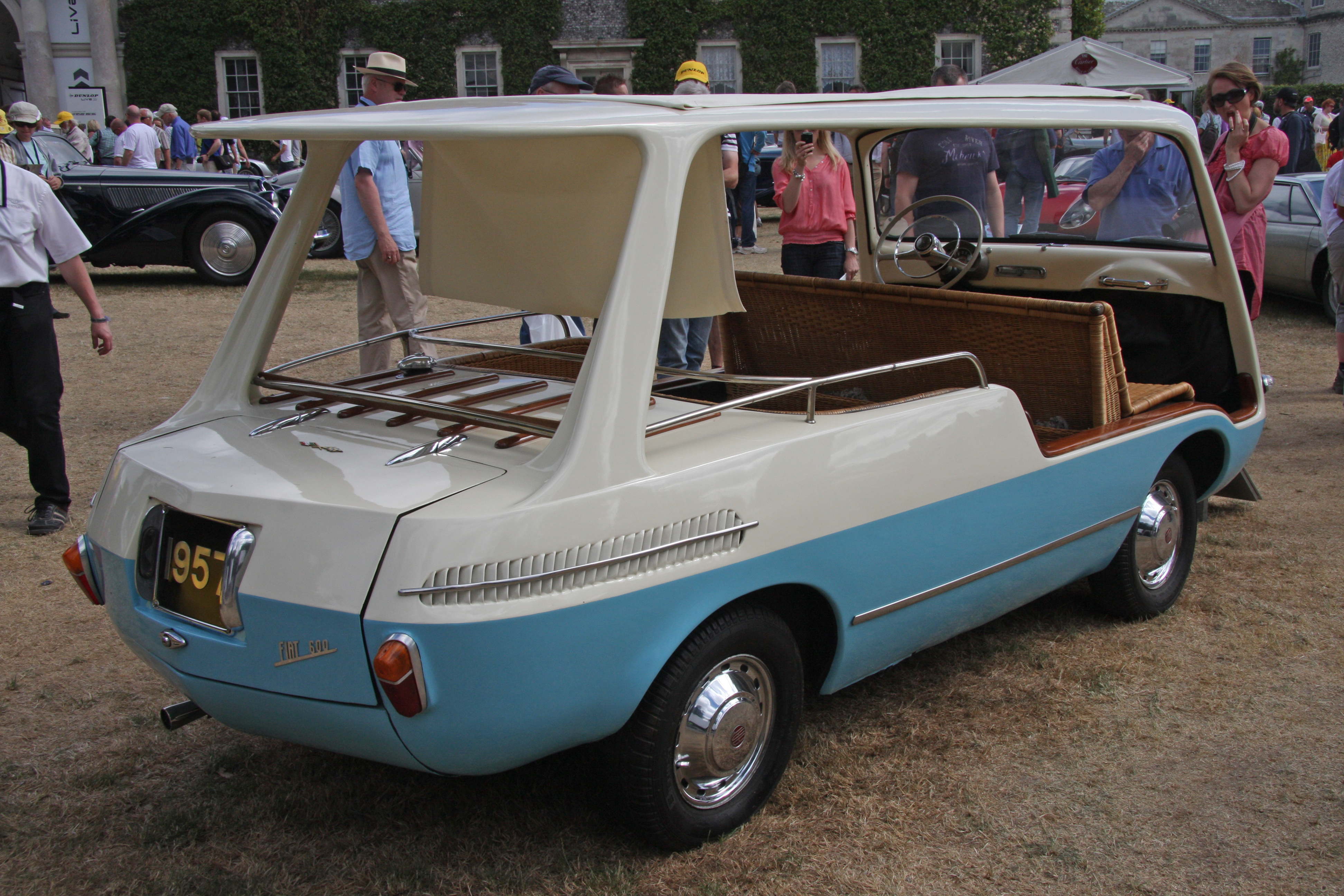
Fiat Marinella (1957)

En los años cincuenta y sesenta, Fissore construyó varios coches de carrocería especial sobre la base de Fiat, algunos en series pequeñas. Estos incluyen los siguientes:
- Fiat 1100 TV Fissore Cupé (1953). Un cupé fastback basado en el Fiat 1100. Este fue el primer éxito de Fissore.
- Sabrina, una versión de cuatro a seis plazas basada en el Fiat Multipla con carrocería especial. También se lanzó el "Marinella", una versión de coche de playa totalmente abierta.
- 1500 Cupé, un cupé de dos puertas sobre la base del Fiat 1500, presentado en Turín en 1959.
- Mongho 650, un pequeño cupé basado en el Fiat 500 diseñado por Alessandro Sessano. El motor Fiat 500 fue preparado por Giannini para obtener un mejor rendimiento, aunque el automóvil siguió siendo un prototipo.
- Fissore 127 Scout, un "auto divertido" descapotable similar al Citroën Méhari con la base del Fiat 127. Debutó en el Salón del Automóvil de Turín de 1971.[3] Originalmente denominado Gypsy, fue desarrollado por una pequeña empresa llamada MAINA, pero como carecía de capacidad, Fissore se hizo cargo de la producción y comercialización del vehículo. Originalmente se construyó completamente en fibra de vidrio sobre un marco de metal tubular, pero se empleó una carrocería metálica prensada autoportante a partir de 1974.[4] También estaba disponible una versión con techo rígido de metal, y se mostró una versión más pequeña en el mismo molde pero basada en el Fiat 126, llamada "Poker". Se planeó la producción en Grecia.[5]

Así mismo, Fissore desarrolló una versión convertible del Fiat Ritmo, al igual que la citada carrocería para el Rayton Fissore al mismo tiempo. Sin embargo, el diseño de Bertone para el convertible Ritmo Palinuro Cabriolet terminó siendo elegido para la producción en serie que lleva el nombre de la playa de "Palinuro" en la costa sudoeste de Italia.

### OSCA

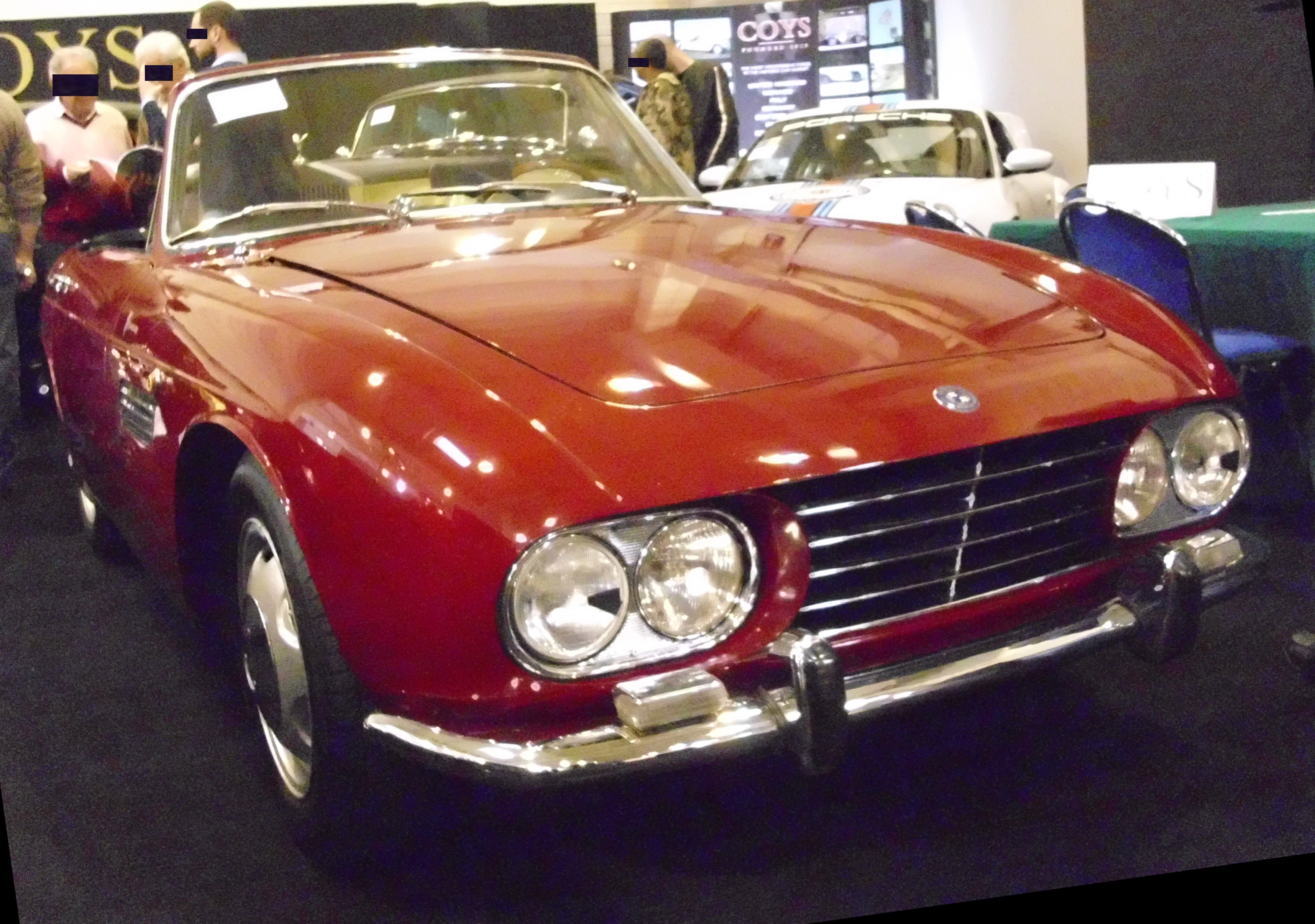
Osca 1600 GT 2 de 1963

En 1962 Fissore desarrolló y construyó una pequeña serie de carrocerías para la empresa O.S.C.A. de los hermanos Maserati. La elegante carrocería de tres cuerpos se basó en el OSCA 1600. Se fabricaron 22 cupés y dos descapotables.

### Fissore y DKW
A principios de la década de 1960, Fissore tenía una relación con DKW y Auto Union, lo que llevó a que la subsidiaria local de DKW, VEMAG, construyera tres versiones con corrocería de Fissore en Brasil. Estas eran:

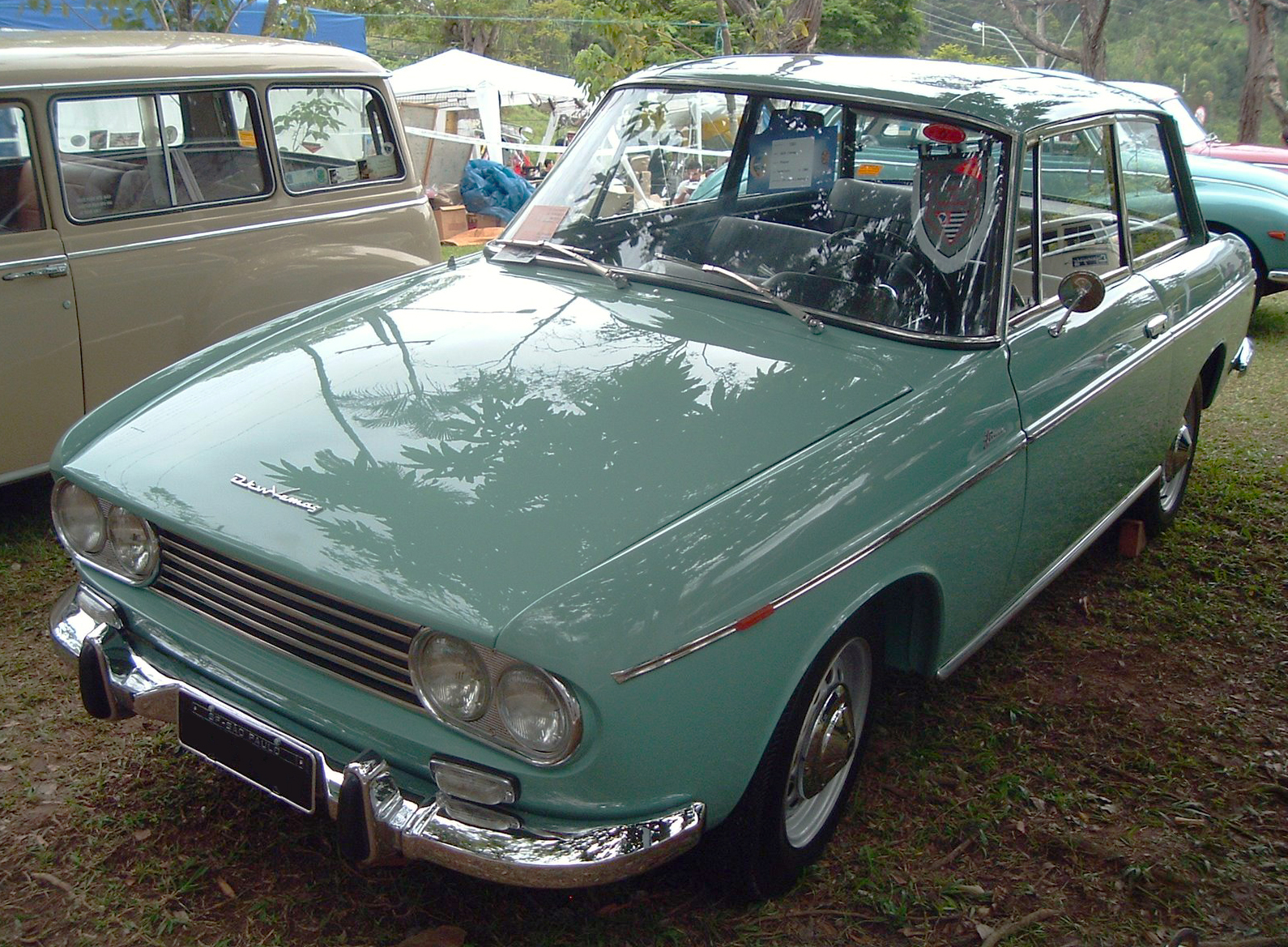
Frontal de un VEMAG Fissore (1965)

- DKW F93/F94 (F93): construido en Brasil entre 1958 y 1967 como DKW-VEMAG Belcar ("auto hermoso"). La camioneta se llamó "Vemaguet". La mecánica se mantuvo sin cambios. En 1965, Fissore reformuló la apariencia delantera y trasera, con dos faros delanteros y una nueva parrilla. Las puertas delanteras tenían bisagras delanteras. En total se construyeron unas 51.000 unidades del Belcar en Brasil.
- VEMAG Fissore: un sedán de dos puertas de diseño elegante con una parte delantera que recordaba al anterior OSCA 1600 con carrocería Fissore y al DKW F102 alemán. Era simplemente un Belcar modificado y se vendía al por menor a un precio alrededor de un 25% más alto. Su motor de dos tiempos hizo que fuera difícil de vender en América Latina, y solo se construyeron alrededor de 2500 unidades entre 1964 y 1967.
- Fissore/VEMAG también construyó Cupés y Spider basados en el Auto Union 1000 SP, con carrocería más alta. Estos coches también fueron construidos bajo licencia en Argentina[6] y en España.

### De Tomaso

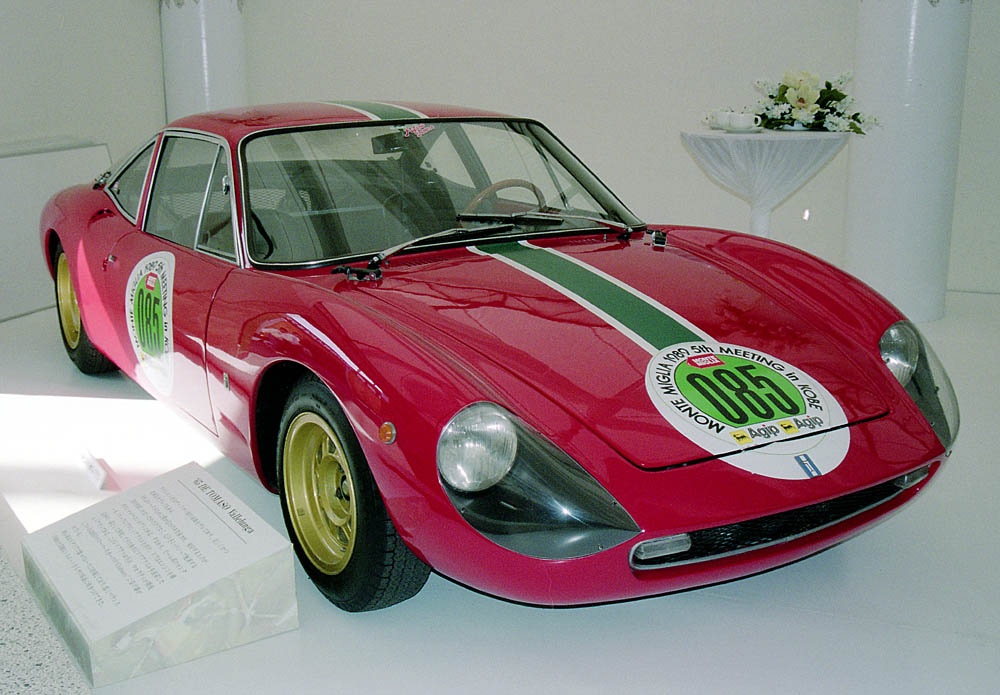
De Tomaso Vallelunga carrozado por Fissore

Fissore diseñó para De Tomaso el Vallelunga, un modelo de motor central. También se desarrolló un prototipo de Spider, pero no entró en producción. Se construyeron alrededor de cincuenta cupés, aunque la producción la llevó a cabo Ghia, que en ese momento pertenecía en parte a Alejandro De Tomaso.

### Monteverdi

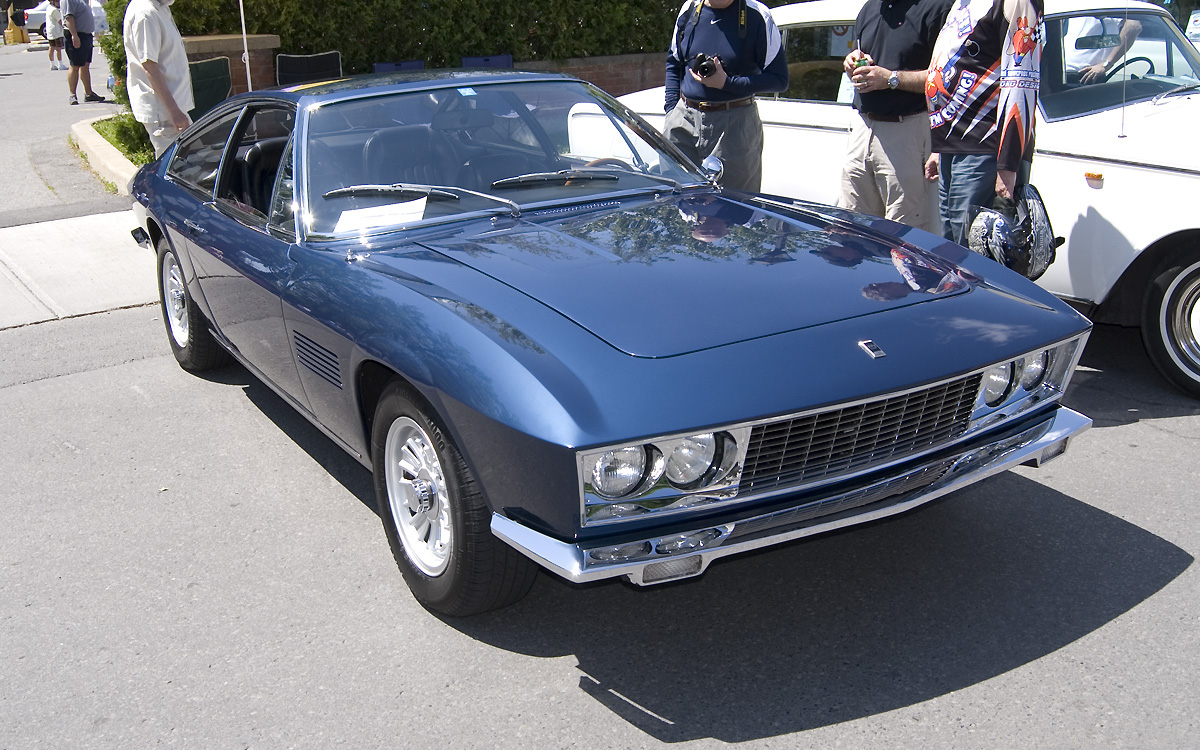
Monteverdi High Speed 375/L con carrocería construida por Fissore

La relación con Monteverdi fue de particular importancia para la empresa, puesto que aseguró la supervivencia de Fissore en los años setenta. Monteverdi originalmente permitió que Pietro Frua diseñara y construyera el High Speed cupé. Debido a la capacidad restringida de Frua, Peter Monteverdi rompió la relación en 1968, después de solo medio año, pasando a contar con Fissore. El diseño original de Frua fue construido por Fissore hasta que una demanda por derechos de autor obligó a Monteverdi a cambiar a un nuevo diseño, aunque se desconoce si lo ideó Peter Monteverdi (como afirmaba él) o por Fissore. En cualquier caso, Fissore nunca reclamó el diseño como propio, y tampoco afirmó nunca haber diseñado los futuros derivados cupé, convertible y sedán del High Speed.
El proceso de producción fue complicado: el chasis se construía en Basilea y se enviaba a Savigliano para montar la carrocería. Después, el automóvil era devuelto a Suiza para recibir el motor y otros componentes mecánicos y para ser terminado. Debido a restricciones de capacidad, las carrocerías Poccardi y Embo construyeron varios Monteverdis High Speed.
Fissore también proporcionó la carrocería para el más exitoso Monteverdi Safari. Se desconoce si el Monteverdi Sierra, una reelaboración del Dodge Aspen, fue construido por Fissore. Dado que el automóvil solo recibió modificaciones ligeras en lugar de una nueva carrocería, se presume que el trabajo se llevó a cabo íntegramente en Suiza. Fissore también diseñó el prototipo Monteverdi 2.8 Turbo, que no llegó a ver la luz, un elegante cupé de tres puertas sobre la base del Ford Granada.

### Otros productos
El diseñador de Fissore Trevor Fiore desarrolló un cupé biplaza en forma de cuña para TVR, que se mostró por primera vez en el Salón del Automóvil de Ginebra en marzo de 1965. Antes de entrar en producción, TVR quebró y Fissore vendió los derechos a un antiguo distribuidor de TVR que procedió a comercializar el automóvil como Trident. Se vendieron alrededor de 130 coches hasta 1976. Para Alpine, el mismo Trevor Fiore al parecer diseñó una propuesta con forma de cuña para un sucesor del A110, el A310. El Monteverdi Hai, aunque aparentemente diseñado por el propio Peter Monteverdi, era muy similar en apariencia al Alpine A310.
En 1969, Fissore construyó el primero de dos prototipos Aero GT del Opel GT. Produjo un prototipo convertible de cuatro puertas del Opel Diplomat B, pero siguió siendo solo un prototipo (que todavía existe). También diseñó un pequeño cupé deportivo basado en el Autobianchi A112 llamado Otas. En el Salón del Automóvil Turín de 1986, Rayton Fissore mostró un prototipo del Alfa Romeo 75 familiar. Este atractivo precursor del posterior 156 Sportwagon nunca se puso a la venta, y se canceló después de que Fiat tomara el control de Alfa Romeo. Basado en un Alfa 75 Turbo, recibió el nombre de 75 Turbo Wagon. Dos versiones familiares se mostraron en el posterior Salón del Automóvil de Ginebra de 1987; uno era este Turbo Wagon y el otro era una versión de 2.0 litros llamada Sportwagon. En total se construyeron siete u ocho familiares para Alfa Romeo.